# Saint-Nicolas-de-Bliquetuit
Saint-Nicolas-de-Bliquetuit era una población y comuna francesa, situada en la región de Normandía, departamento de Sena Marítimo, en el distrito de Rouen y cantón de Notre-Dame-de-Gravenchon, que el uno de enero de 2016 se unió a la comuna de La Mailleraye-sur-Seine formando la nueva comuna de Arelaune-en-Seine, y pasando a ser una comuna delegada de la misma.

## Demografía
| 281 | 276 | 371 | 476 | 533 | 492 | 577 |
| Para los censos de 1962 a 1999 la población legal corresponde a la población sin duplicidades (Fuente: INSEE [Consultar]) |     |     |     |     |     |     |